# Фотограма

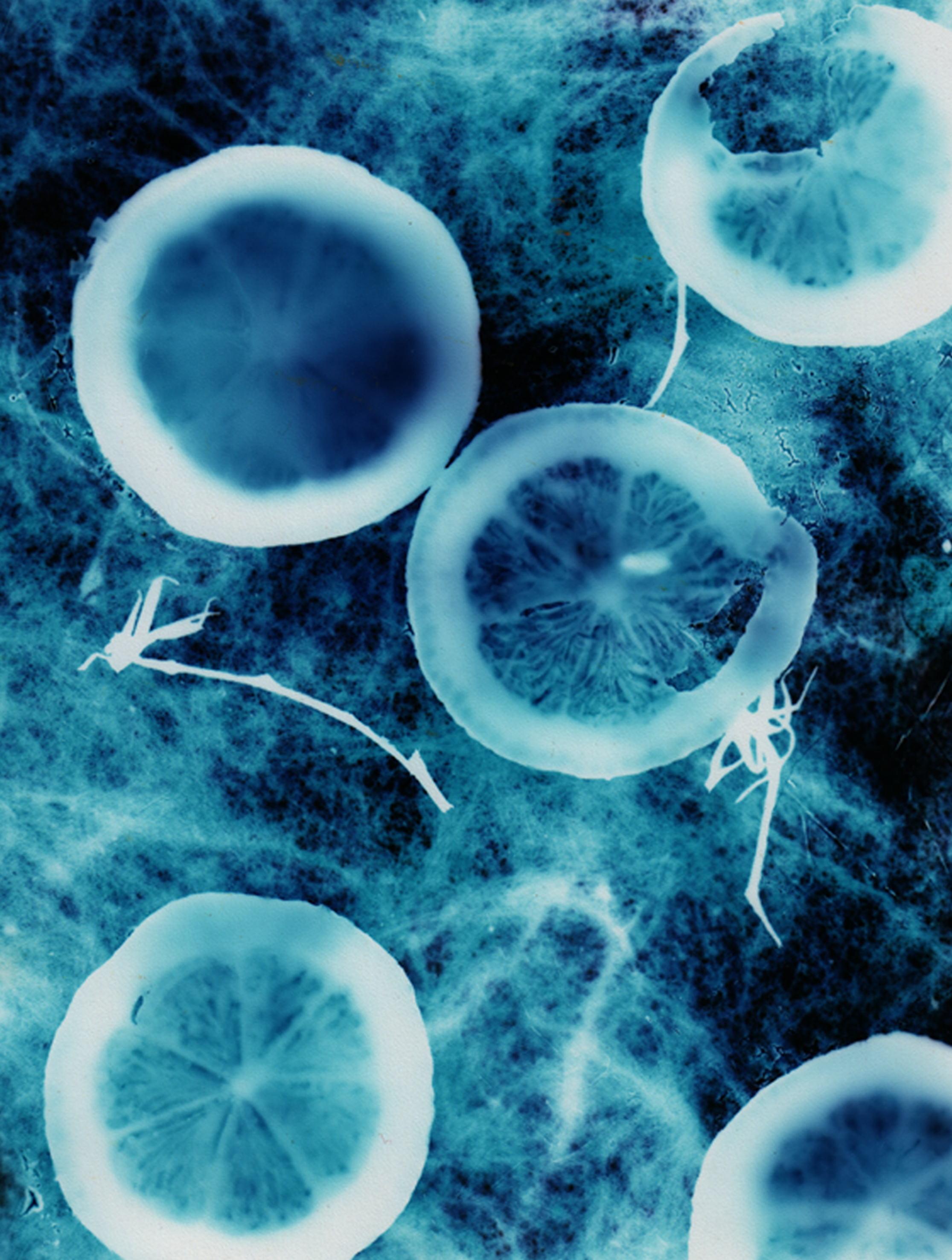
Фотограма: шматочки лимону на кольоровому фотопапері.

Фотограма — це зображення отримане фотохімічним методом, без застосування фотокамери. Предмет розміщають на фотопапері або плівці, і освітлюють лампою так, щоб на фотоматеріал потрапила його тінь. Специфічною особливістю фотограми є те, що в момент експозиції світло не відбивається від предметів, а проходить через них. Непрозорі предмети відображаються на фотограмі у вигляді світлих силуетів.

## З історії
Ще в 30-х роках XIX століття один із творців фотографії, Фокс Тальбот, отримував виразні силуетні відбитки мережива, квітів, листя безпосередньо на світлочутливому папері. Але скоро ця лаконічна техніка відступила перед багатством тонів і різноманітністю образотворчих сюжетів, які стали доступні традиційній тепер фотографії, що фіксує зображення у фотокамері. У середині XIX століття художники використовують фотодрук для тиражування графіки — малюнок, зроблений голкою на покритому темним лаком склі, служив негативом. Цю техніку називали геліографією.
У 20-х роках XX століття розширенням творчих можливостей фотомистецтва, пошуками незалежного від впливу живопису та графіки органічної художньої мови фотографії активно займалися художники-авангардисти Ман Рей, Мохоі-Надь, Ель Лисицький та інші. Серед іншого вони звернули увагу на техніку фотографування без камери, яку стали називати фотограми. Вона надавала привабливу можливість відійти від образотворчого буквалізму звичайного фотознімку, від звичної перспективи (від якої відмовлялась і авангардистський живопис) дозволяла останній зробити несподівано гострим і ефектним. «Організовані світлотіньові ефекти збагачують наше бачення», — стверджував Мохоі-Надь.

## Виготовлення фотограми
1. В темряві розміщують будь-які об'єкти на аркуші незасвіченого фотопаперу або іншого світлочутливого матеріалу. Можна отримати автопортрет, приклавши обличчя до аркуша (в профіль).
2. На короткий час включають джерело світла так, щоб воно висвітлювало світлочутливий аркуш з розташованими на ньому об'єктами. Тривалість експозиції визначається експериментально.
3. Експонований матеріал  проявляють і фіксують. Як правило, фотограми є негативом, але при бажанні можна отримати позитивне зображення контактним або проекційним способом.

## Застосування
Фотограма може бути використана в рекламній, художній і технічній фотографії.
1. За допомогою фотограм можна отримувати точне зображення різних деталей. В цьому випадку фотограма виконує функцію креслення. Деталь накладають прямо на фотопапір і експонують. Освітлення треба будувати таким чином, щоб об'єкт не відкидав тінь, яка може спотворити форму і розміри деталі. Для освітлення можна користуватися збільшувачем. Проєкційний ліхтар збільшувача слід ставити в крайнє верхнє положення. Безтіньове освітлення дає також багатоламповий софіт з матовим або молочним склом. Софіт слід розташовувати над об'єктом. Після проявки знімку виходить білий силует деталі.
2. Фотограми можна використовувати в ботаніці для точного зображення рослин, листя і квітів, в художній фотографії — для отримання тонових і напівтонових композицій, іноді в поєднанні зі звичайним фотографічним зображенням.